# رافاييل سواريز (مبارز بالسيف)
رافاييل سواريز (بالإسبانية: Rafael Suárez)‏ هو مبارز بالسيف فنزويلي، ولد في 23 مارس 1972.

## وصلات خارجية
- رافاييل سواريز على موقع أوليمبيديا (الإنجليزية)